# Jeremy Renner
Jeremy Lee Renner (sinh ngày 7 tháng 1 năm 1971) là một nam diễn viên người Mỹ. Anh bắt đầu sự nghiệp của mình bằng cách xuất hiện trong các bộ phim độc lập như Dahmer (2002) và Neo Ned (2005). Renner đã nhận được các vai phụ trong các bộ phim lớn hơn, chẳng hạn như SWAT (2003) và 28 Weeks Later (2007). Renner được đề cử Giải Oscar cho Nam diễn viên chính xuất sắc nhất cho màn trình diễn trong The Hurt Locker (2008) và Giải Oscar cho Nam diễn viên phụ xuất sắc nhất cho màn thể hiện trong The Town (2010).
Renner đã đóng vai Clint Barton / Hawkeye trong các phim của Vũ trụ Điện ảnh Marvel Thor (2011), The Avengers (2012), Avengers: Age of Ultron (2015), Captain America: Civil War (2016), Avengers: Endgame (2019) và Black Widow (2021) với giọng nói khách mời không được công nhận; với sự xuất hiện tiếp theo trong series truyền hình Hawkeye (2021), ngoài ra anh còn lồng tiếng cho các phiên bản của Clint Barton trong What If...? đều chiếu trên Disney+. Anh cũng xuất hiện trong Mission: Impossible - Ghost Protocol (2011), The Bourne Legacy (2012), Hansel and Gretel: Witch Hunters (2013), American Hustle (2013), Mission: Impossible - Rogue Nation (2015), và Arrival (2016).

## Tiểu sử
Renner sinh ra ở Modesto, California, là con cả của Valerie và Lee Renner, quản lý một bãi chơi ki. Bố mẹ anh kết hôn lúc còn tuổi teen và ly hôn khi anh lên 10. Anh có 5 em ruột. Anh tốt nghiệp từ trường trung học Fred C. Beyer và học Modesto Junior College.

## Sự nghiệp

### Những vai diễn đầu tiên
Bộ phim đầu tay của Jeremy ra mắt năm 1995 với tựa đề "National Lampoon’s Senior Trip". Mặc dù bị chỉ trích khá nhiều từ các nhà phê bình nhưng anh vẫn tiếp tục nhận vai khách mời trong hai show truyền hình "Deadly Games" và "Strange Luck", và một vai phụ trong bộ phim truyền hình "A Friend’s Betrayal". Trong những năm tiếp đó, Jeremy cũng chỉ đóng những vai khách mời trong "Zoe, Duncan, Jack and Jane"(1999), "The Net" (1999), "The Time of Your Life" (1999) và "Angel" (2000). Anh cũng góp một vai nhỏ trong một tập của "CSI: Crime Scene Investigation" năm 2001.

### 2002–2008
Năm 2002, Jeremy thủ vai tên sát nhân hàng loạt Jeffrey Dahmer trong bộ phim cùng tên. Anh coi vai diễn như một thử thách khá lớn, sau khi quan sát thấy những cách thức lợi dụng nạn nhân vô cùng dễ dàng của Dahmer. Vai diễn của Jeremy rất được công chúng đón nhận, giúp anh nhận được đề cử giải Independent Spirit cho hạng mục Nam diễn viên chính xuất sắc nhất. Anh cũng xuất hiện trong video âm nhạc "Trouble" của nữ ca sĩ P!nk năm 2003, trong vai một cảnh sát trưởng hư hỏng. CŨng trong năm này, anh tiếp tục xuất hiện trong phim "S.W.A.T.", trong vai cảnh sát Brian Gamble, đồng nghiệp của nhân vật Jim Street do Colin Farrell thể hiện. Năm 2004, anh đóng vai Emerson trong bộ phim "The Heart Is Deceitful Above All Things".
Năm 2005, Jeremy diễn chung với Julia Stiles và Forest Whitaker trong các phim "A Little Trip to Heaven", "North Country" và "12 and Holding". Tiếp đó, anh vào vai Neo, một nhân vật theo hướng Neo-Nazism (muốn khôi phục chế độ Đức Quốc xã sau Thế chiến II) được nhận vào một bệnh viện tâm thần trong bộ phim "Neo Ned", sản xuất năm 2005. Bộ phim đã thắng tất cả các đề cử trong các liên hoan phim, trong đó có giải Liên hoan Phim Quốc tế Palm Beach cho hạng mục Nam diễn viên xuất sắc nhất. Jeremy cũng góp 1 vai nhỏ (nhưng không được credit) trong phim "Lords of Dogtown". Năm 2006 anh xuất hiện trong phim "Love Comes to the Executioner" cùng với Ginnifer Goodwin.
Jeremy có diễn một số vai phụ trong năm 2007, như vai Wood Hite, em họ của Jesse James (do Brad Pitt thủ vai) trong "The Assassination of Jesse James by the Coward Robert Ford", và vai Trung sĩ Doyle trong "28 Weeks Later". Anh diễn cùng Minnie Driver trong "Take" và vai khách mời trong một tập của series "House". Anh cũng đóng vai nhân vật phi công trong "The Oaks" nhưng rất tiếc series này không được thành công lắm.

### 2009–nay
Sau khi diễn cùng Dallas Roberts trong vở hài kịch "Lightbulb" và trong series truyền hình ngắn "The Unusuals", Jeremy tiến tới thành công rực rỡ với vai chuyên gia phá bom mìn, Trung sĩ William James, trong bộ phim về chủ đề chiến tranh Iraq "The Hurt Locker", sản xuất năm 2009. Vai diễn đã đem về cho anh nhiều giải thưởng và một đề cử giải Oscar cho hạng mục Nam diễn viên xuất sắc nhất, cũng như đề cử cho Giải thưởng của Hội Diễn viên Điện ảnh.

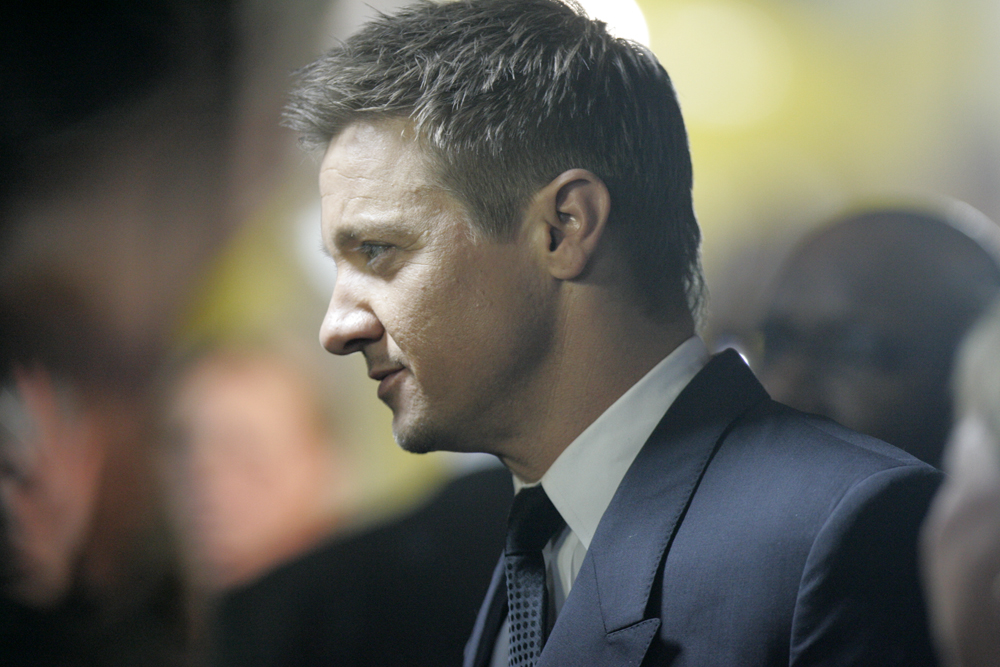
Renner tại buổi ra mắt The Bourne Legacy tại Sydney, Úc.

Năm 2010, Jeremy đóng một vai phụ trong bộ phim "The Town" của đạo diễn Ben Affleck, đưa tên tuổi anh vào các bài báo và một lần nữa anh được đề cử cho giải Oscar, trong hạng mục Diễn viên phụ xuất sắc nhất. Anh cũng giảnh được đề cử cho giải Quả Cầu Vàng lần đầu tiên cho hạng mục Diễn viên phụ xuất sắc nhất và đề cử cho Giải thưởng của Hội Diễn viên Điện ảnh lần thứ hai. Tờ The Hollywood Reporter đã đưa tên Jeremy vào danh sách những nam diễn viên trẻ thế hệ mới của Hollywood.
Năm 2011, Jeremy diễn một vai khách mời Clint Barton / Hawkeye trong phim Thor, cũng chính là nhân vật xuất hiện trong The Avengers (ra mắt tháng 5 năm 2012). Tháng 12 năm đó, Jeremy xuất hiện bên cạnh Tom Cruise trong phim Mission Imposible – Ghost Protocol, phần thứ tư của loạt phim Mission: Impossible. Trong phim, Jeremy vào vai thành viên mới gia nhập vào nhóm của Ethan Hunt.

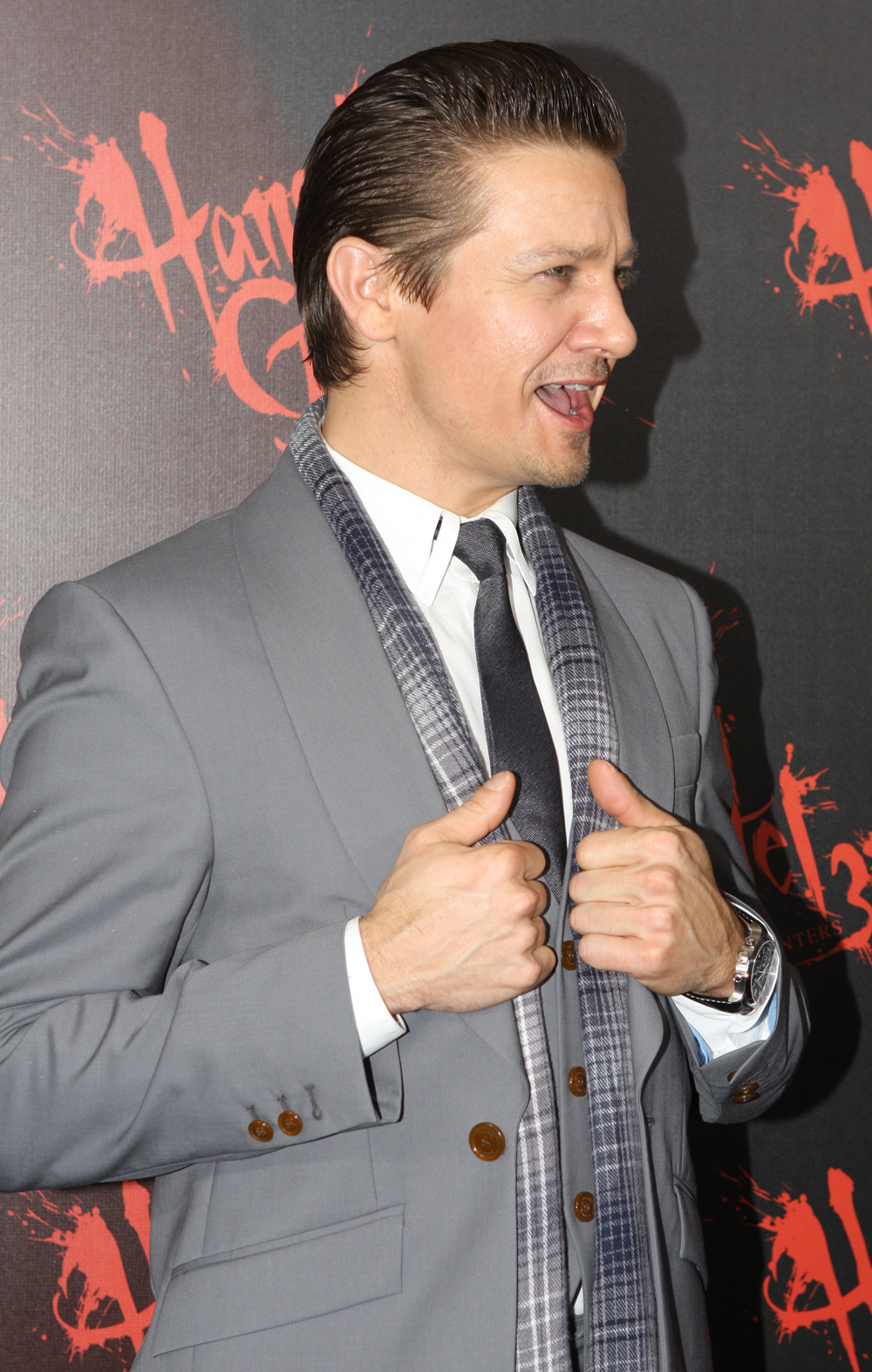
Renner tại buổi ra mắt Hansel and Gretel: Witch Hunters năm 2013.

Năm 2012, Jeremy vào vai Hawkeye trong bộ phim bom tấn của Marvel Studios, The Avengers. Cùng năm đó, anh cũng đóng vai chính trong phần thứ tư của loạt phim ăn khách Bourne, The Bourne Legacy, được sản xuất bởi đạo diễn Tony Gilroy. Aaron Cross, nhân vật của Jeremy, thay thế vị trí chính của Jason Bourne do Matt Damon thủ vai trong ba phần phim trước. Jeremy bày tỏ sự hào hứng trong việc diễn cùng Matt trong những phần tới của loạt phim này: "…nó sẽ cực kỳ tuyệt vời. Tôi rất thích Matt".
Renner đóng vai chính trong bộ phim kinh dị hành động Hansel & Gretel: Witch Hunters (phát hành vào tháng 1 năm 2013), trong đó anh và Gemma Arterton lần lượt đóng vai Hansel và Gretel. Bộ phim 3-D lấy bối cảnh 15 năm sau khi Hansel và Gretel giết mụ phù thủy đã bắt cóc họ.  Renner cũng góp mặt trong dàn diễn viên của bộ phim American Hustle của David O. Russell dựa trên hoạt động ABSCAM gây tranh cãi của FBI vào cuối những năm 1970 và đầu những năm 1980. Bộ phim ra mắt vào tháng 12 năm 2013 còn có sự tham gia của Christian Bale, Bradley Cooper, Amy Adams và Jennifer Lawrence trong vai chính. Bộ phim đã nhận được nhiều lời khen ngợi từ giới phê bình, bao gồm Giải thưởng của Hiệp hội Diễn viên Màn ảnh cho Diễn xuất xuất sắc của một Diễn viên trong Điện ảnh và một đề cử cho Giải Oscar cho Phim hay nhất. Vào tháng 10 năm 2014, Renner đóng vai nhà báo Gary Webb trong bộ phim Tiêu điểm Tính năng Kill the Messenger, dựa trên cuốn sách Dark Alliance của Webb. Renner cũng đồng sản xuất bộ phim. Vào tháng 12 năm 2014, Crackle phát sóng The Throwaways, một bộ phim mà anh đảm nhận vai trò điều hành sản xuất. 
Năm 2015, Renner thể hiện lại vai diễn Hawkeye trong Avengers: Age of Ultron, phần tiếp theo của The Avengers. Anh trở lại thương hiệu Mission: Impossible trong Mission: Impossible - Rogue Nation, phát hành vào tháng 7 năm 2015. Năm 2016, Renner lại vào vai Hawkeye trong bộ phim bom tấn mùa hè Captain America: Civil War, và đóng cùng Amy Adams trong bộ phim khoa học viễn tưởng Arrival. Renner là nhà sản xuất của bộ phim The Founder năm 2016 với sự tham gia của Michael Keaton trong vai Ray Kroc, người đã biến McDonald's thành một trong những chuỗi nhà hàng lớn nhất thế giới. Năm 2015, công ty sản xuất The Combine của anh ấy đã ký hợp đồng với PalmStar Media. 
Vào năm 2016, History đã công bố bộ phim lịch sử Knightfall của họ, do Renner điều hành sản xuất, người dự kiến sẽ đóng vai chính.  Vào năm 2017, khi đang thực hiện bộ phim Tag (2018), Renner bị gãy xương khuỷu tay phải và cổ tay trái. Anh cũng xuất hiện trong bộ phim Wind River với bạn diễn ở MCU Elizabeth Olsen. 
Renner đã quay các cảnh trong vai Clint Barton / Hawkeye cho Avengers: Infinity War  và Avengers: Endgame, nhưng cuối cùng không xuất hiện trong phần trước. Do xung đột về lịch trình, anh không thể đảm nhận vai William Brandt trong Mission: Impossible - Fallout (2018). Vào tháng 7 năm 2018, Jeremy Renner được công bố sẽ đóng vai Twitch Williams trong bản khởi động lại Spawn của Todd McFarlane.

## Sự nghiệp âm nhạc
Bên cạnh diễn xuất, Jeremy cũng là một nhạc sĩ, một tay guitar và một tay trống. Vào thời gian đầu trong nghiệp diễn của anh, Jeremy từng biểu diễn trong nhóm nhạc Sons of Ben. Anh cũng tham gia hát nhạc chính cho phim "North Country" với bài "I Drink Alone". Năm 2006, anh hát "American Pie" trong phim "Love Comes to the Executioner" và "Good Ole Rebel" trong "The Assassination of Jesse James by the Coward Robert Ford". Anh cũng xuất hiện trong video âm nhạc "Trouble" của P!nk và "Scenes on Sunset" của Brother Sal.

## Đời sống cá nhân
Renner kết hôn với người mẫu Canada Sonni Pacheco vào ngày 13 tháng 1 năm 2014. Renner và Pacheco có một con gái, Ava Berlin (sinh ngày 28 tháng 3 năm 2013). Vào ngày 30 tháng 12 năm 2014, Pacheco đệ đơn ly hôn với Renner, với lý do những khác biệt không thể hòa giải. Họ chia sẻ quyền nuôi con gái. Pacheco và con gái của họ xuất hiện khách mời trong bộ phim American Hustle, trong đó Renner đóng vai Carmine Polito, Thị trưởng của Camden, New Jersey.
Renner sống ở Quận Washoe, Nevada. Anh ấy có một công việc kinh doanh tân trang lại ngôi nhà với người bạn thân nhất và cũng là bạn diễn của mình, Kristoffer Winters. Anh đã học võ Arnis và Muay Thái để chuẩn bị cho các vai diễn trong các loạt phim Mission: Impossible và Avengers. 
Renner là một fan hâm mộ của San Francisco 49ers. Anh thuật lại loạt phim tài liệu của Mạng NFL, tập phim The Timeline "A Tale of Two Cities", ghi lại lịch sử đối đầu của đội với Dallas Cowboys, và video giới thiệu cho buổi khai trương hoành tráng của Sân vận động Levi's.

## Danh sách phim

### Điện ảnh
| Năm  | Tựa phim                                                   | Vai diễn                           | Chú thích                        |
| ---- | ---------------------------------------------------------- | ---------------------------------- | -------------------------------- |
| 1995 | National Lampoon's Senior Trip                             | Dags                               |                                  |
| 1996 | Paper Dragons                                              | Uncredited                         |                                  |
| 2001 | Fish in a Barrel                                           | Remy                               |                                  |
| 2002 | Dahmer                                                     | Jeffrey Dahmer                     |                                  |
| 2002 | Monkey Love                                                | Dil                                |                                  |
| 2003 | S.W.A.T.                                                   | Brian Gamble                       |                                  |
| 2004 | The Heart Is Deceitful Above All Things                    | Emerson                            |                                  |
| 2005 | A Little Trip to Heaven                                    | Fred                               |                                  |
| 2005 | North Country                                              | Bobby Sharp                        |                                  |
| 2005 | 12 and Holding                                             | Gus Maitland                       |                                  |
| 2005 | Neo Ned                                                    | Ned                                |                                  |
| 2005 | Lords of Dogtown                                           | Jay Adams Manager                  | Không được ghi danh              |
| 2006 | Love Comes to the Executioner                              | Chick Prigusivac                   |                                  |
| 2007 | The Assassination of Jesse James by the Coward Robert Ford | Wood Hite                          |                                  |
| 2007 | 28 Weeks Later                                             | Sergeant Doyle                     |                                  |
| 2007 | Take                                                       | Saul                               |                                  |
| 2008 | The Hurt Locker                                            | Sergeant First Class William James |                                  |
| 2008 | Ingenious                                                  | Sam                                | aka "Lightbulb"                  |
| 2010 | The Town                                                   | James "Jem" Coughlin               |                                  |
| 2011 | Thor                                                       | Clint Barton / Hawkeye             | Khách mời (không được công nhận) |
| 2011 | Mission: Impossible – Ghost Protocol                       | William Brandt                     |                                  |
| 2012 | The Avengers                                               | Clint Barton / Hawkeye             |                                  |
| 2012 | The Bourne Legacy                                          | Aaron Cross / Kenneth J. Kitsom    |                                  |
| 2013 | Hansel and Gretel: Witch Hunters                           | Hansel                             |                                  |
| 2013 | Nightingale                                                | Orlando the Magician               |                                  |
| 2013 | American Hustle                                            | Carmine Polito                     |                                  |
| 2014 | Kill the Messenger                                         | Gary Webb                          | Nhà sản xuất                     |
| 2015 | Avengers: Age of Ultron                                    | Clint Barton / Hawkeye             |                                  |
| 2015 | Mission: Impossible – Rogue Nation                         | William Brandt                     |                                  |
| 2016 | Captain America: Civil War                                 | Clint Barton / Hawkeye             |                                  |
| 2016 | Story of Your Life                                         | Ian Donnelly                       |                                  |
| 2017 | Wind River                                                 | Cory Lambert                       |                                  |
| 2017 | The House                                                  | Tommy Papouli                      | Cameo                            |
| 2018 | Tag                                                        | Jerry Pierce                       |                                  |
| 2019 | Arctic Dogs                                                | Swifty                             | Lồng tiếng                       |
| 2019 | Avengers: Engame                                           | Clint Barton / Hawkeye             |                                  |
| 2021 | Back Home Again                                            | Trung úy Timber                    | Lồng tiếng                       |

### Truyền hình
| Năm  | Tựa phim                       | Vai diễn                                        | Chú thích                          |
| ---- | ------------------------------ | ----------------------------------------------- | ---------------------------------- |
| 1995 | Deadly Games                   | Tod                                             | Tập: "Boss"                        |
| 1996 | Strange Luck                   | Jojo Picard                                     | Tập: "Blinded by the Son"          |
| 1996 | A Friend's Betrayal            | Simon                                           | Phim truyền hình                   |
| 1997 | A Nightmare Come True          | Steven Zarn                                     | Phim truyền hình                   |
| 1999 | Zoe, Duncan, Jack & Jane       | Jack                                            | Tập đầu tiên                       |
| 1999 | The Net                        | Ted Nida                                        | Tập: "Chem Lab"                    |
| 1999 | Time of Your Life              | Taylor                                          | Tập: "The Time the Truth Was Told" |
| 2000 | Angel                          | Penn                                            | Tập: Somnambulist                  |
| 2001 | CSI: Crime Scene Investigation | Roger Jennings                                  | Tập: Alter Boys                    |
| 2002 | The It Factor                  | Chính mình                                      | Chương trình truyền hình thực tế   |
| 2007 | House                          | Jimmy Quidd                                     | Tập: "Games"                       |
| 2008 | The Oaks                       | Dan                                             | Tập đầu tiên                       |
| 2009 | The Unusuals                   | Thám tử Jason Walsh                             | 10 tập                             |
| 2011 | Robot Chicken                  | Sergeant First Class William James (lồng tiếng) | Tập: "Fool's Goldfinger"           |
| 2012 | Saturday Night Live            | Chính mình / Người dẫn chương trình             | Mùa 38, Tập 8 (17/11/2012)         |
| 2014 | The World Wars                 | Người dẫn chuyện (giọng nói)                    | Miniseries, 3 tập                  |
| 2014 | Louie                          | Jeff Davis                                      | 1 tập                              |
| 2021 | What If...?                    | Clint Barton / Hawkeye (lồng tiếng)             | 3 tập                              |
| 2021 | Mayor of Kingstown             | Mike McClusky                                   | Vai chính                          |
| 2021 | Hawkeye                        | Clint Barton / Hawkeye                          | Vai chính, miniseries, 6 tập       |

## Giải thưởng và đề cử
| Năm  | Giải thưởng                                                                                                 | Phim             | Kết quả      |
| ---- | --- | ---------------- | ------------ |
| 2001 | Giải thưởng Phim đặc sắc hạng mục Nam diễn viên phụ xuất sắc nhất                                           | Fish in a Barrel | Đoạt giải    |
| 2002 | Independent Spirit Award hạng mục Nam diễn viên chính xuất sắc nhất                                         | Dahmer           | Đề cử        |
| 2005 | Liên hoan Phim Quốc tế Palm Beach hạng mục Nam diễn viên xuất sắc nhất                                      | Neo Ned          | Đoạt giải    |
| 2007 | Giải thưởng Liên hoan Phim Tự do California hạng mục Nam diễn viên xuất sắc nhất                            | Take             | Đoạt giải    |
| 2008 | Giải thưởng của Hiệp hội các nhà Phê bình Điện ảnh Boston hạng mục Nam diễn viên xuất sắc nhất              | The Hurt Locker  | Đoạt giải    |
| 2008 | Giải thưởng Hội các nhà Phê bình Điện ảnh Chicago hạng mục Nam diễn viên xuất sắc nhất                      | The Hurt Locker  | Đoạt giải    |
| 2008 | Giải thưởng của Hội các nhà Phê bình Điện ảnh Las Vegas hạng mục Nam diễn viên xuất sắc nhất                | The Hurt Locker  | Đoạt giải    |
| 2008 | National Board of Review Award for Best Breakthrough Performance – Male                                     | The Hurt Locker  | Đoạt giải    |
| 2008 | Giải thưởng của Hiệp hội các nhà Phê bình Điện ảnh Toàn quốc hạng mục Nam diễn viên xuất sắc nhất           | The Hurt Locker  | Đoạt giải    |
| 2008 | Giải thưởng của Hiệp hội các nhà Phê bình Phim Trực tuyến hạng mục Nam diễn viên xuất sắc nhất              | The Hurt Locker  | Đoạt giải    |
| 2008 | Giải thưởng Vệ tinh hạng mục Nam diễn viên xuất sắc nhất – Phim tâm lý                                      | The Hurt Locker  | Đoạt giải    |
| 2008 | Village Voice Film Poll – Best Actor                                                                        | The Hurt Locker  | Đoạt giải    |
| 2008 | Washington D.C. Area Film Critics Association Award for Best Ensemble                                       | The Hurt Locker  | Đoạt giải    |
| 2008 | Giải Oscar hạng mục Nam diễn viên xuất sắc nhất                                                             | The Hurt Locker  | Đề cử        |
| 2008 | Giải thưởng BAFTA hạng mục Nam diễn viên chính xuất sắc nhất                                                | The Hurt Locker  | Đề cử        |
| 2008 | Broadcast Film Critics Association Award hạng mục Nam diễn viên xuất sắc nhất                               | The Hurt Locker  | Đề cử        |
| 2008 | Giải thưởng Chlotrudis hạng mục Nam diễn viên xuất sắc nhất                                                 | The Hurt Locker  | Đề cử        |
| 2008 | Independent Spirit Award hạng mục Nam diễn viên chính xuất sắc nhất                                         | The Hurt Locker  | Đề cử        |
| 2008 | Giải thưởng của Hội Diễn viên Điện ảnh hạng mục Vai diễn nam chính nổi bật                                  | The Hurt Locker  | Đề cử        |
| 2008 | Giải thưởng của Hội Diễn viên Điện ảnh hạng mục Dàn diễn viên nổi bật                                       | The Hurt Locker  | Đề cử        |
| 2008 | Giải thưởng Hiệp hội các nhà Phê bình Điện ảnh St. Louis Gateway hạng mục Nam diễn viên chính xuất sắc nhất | The Hurt Locker  | Đề cử        |
| 2008 | Vancouver Film Critics Circle Award hạng mục Nam diễn viên chính xuất sắc nhất                              | The Hurt Locker  | Đề cử        |
| 2008 | Giải thưởng Hiệp hội các nhà Phê bình Điện ảnh khu vực Washington D.C. hạng mục Nam diễn viên xuất sắc nhất | The Hurt Locker  | Đề cử        |
| 2009 | Giải thưởng Hiệp hội các nahf Phê bình Điện ảnh khu vực Washington D.C. hạng mục Vai diễn đột phá           | The Hurt Locker  | Đề cử        |
| 2010 | Jupiter Award (German Movie Award) hạng mục Nam diễn viên chính xuất sắc nhất                               | The Town         | Đoạt giải    |
| 2010 | Dallas-Fort Worth Film Critics Association Award for Best Supporting Actor                                  | The Town         | Đề cử        |
| 2010 | Houston Film Critics Society Award for Best Supporting Actor                                                | The Town         | Đề cử        |
| 2010 | San Diego Film Critics Society Award for Best Supporting Actor                                              | The Town         | Đề cử        |
| 2011 | Academy Award for Best Supporting Actor                                                                     | The Town         | Đề cử        |
| 2011 | Broadcast Film Critics Association Award for Best Supporting Actor                                          | The Town         | Đề cử        |
| 2011 | Golden Globe Award for Best Supporting Actor – Motion Picture                                               | The Town         | Đề cử        |
| 2011 | National Society of Film Critics Award for Best Supporting Actor                                            | The Town         | Đề cử        |
| 2011 | Satellite Award for Best Supporting Actor – Motion Picture                                                  | The Town         | Đề cử        |
| 2011 | Screen Actors Guild Award for Outstanding Performance by a Male Actor in a Supporting Role                  | The Town         | Đề cử        |
| 2011 | St. Louis Gateway Film Critics Association Award for Best Supporting Actor                                  | The Town         | Đề cử        |
| 2013 | Favorite On-Screen Chemistry (với Scarlett Johansson)                                                       | The Avengers     | Chưa công bố |